# Mohamed Lashaf
Mohamed Lashaf, surnommé Momo Lashaf, né le 7 octobre 1967 à Al Hoceïma au Maroc, est un footballeur international marocain ayant évolué au poste de milieu relayeur entre 1983 et 1996.

## Biographie

### En club

#### RSC Anderlecht et le Royal Antwerp
Mohamed Lashaf naît en Belgique et à grandi à Cuesmes tout près de Mons. Il est inscrit au LC Mesvinois avant d'intégrer le centre de formation du RSC Anderlecht, club dans lequel il débute en tant que professionnel en 1983. Il se révèle dans le championnat belge et se voit être l'un des joueurs les plus populaires du pays. Il est après Nacer Abdellah, le deuxième Marocain à faire ses débuts en Jupiler Pro League. Il atteint les demi-finales de la Coupe des clubs champions européens en 1986 et les quarts de finales en 1987.

#### Signature au Standard et la blessure
Lashaf signe un contrat de cinq ans au Standard de Liège et endure une double fracture du tibia et du péroné quelques semaines après sa signature à l'occasion d'un classique wallon contre le Sporting Charleroi. Le joueur est blessé pendant deux ans avant de faire son retour en tant que doublure. Lors de son retour, l'information fait la Une des journaux en Belgique. Lashaf a perdu son niveau de jeu, court moins vite et n'arrive plus à jouer un match complet.

### Carrière internationale
Il reçoit sa première sélection le 13 janvier 1991 dans un match amical face à la Côte d'Ivoire. 

## Palmarès

### En club
- Champion de Belgique en 1985, 1986 et 1987.
- Coupe de Belgique en 1988.

### Sources
- Jean-Michel Magain, « Lundi, Mohamed a remonté le moral d'Atti Affo, Lashaf veut revenir au plus vite », Le Soir,‎ 2 octobre 1991 (lire en ligne)
- Kevin Centorame, « Momo Lashaf , 44 ans, marque toujours... », La Dernière Heure/Les Sports,‎ 18 juillet 2012 (lire en ligne)
- « L’ancien Standardman joue toujours, à Wasmes:Lashaf, 46 ans, a le foot dans le sang », Sudinfo,‎ 21 février 2014 (lire en ligne)
- Thomas Bricmont, « Momo Lashaf reprend du service comme coach, à Frameries », Laprovince.be,‎ 13 septembre 2018 (lire en ligne)
- Fiorelle Mauron, « Fin février, «Momo» Lashaf démissionnait du poste de T1 à Frameries. », Lameuse.be,‎ 8 mars 2019 (lire en ligne)